# Aera Energy
Aera Energy, LLC är ett amerikanskt regionalt samriskföretag mellan två av världens största petroleumbolag, det amerikanska Exxon Mobil Corporation med 48% av ägandet och det brittisk-nederländska Shell med de resterande 52%. Samriskföretaget bildades den 1 juni 1997 i syfte att utvinna naturgas och petroleum i delstaten Kalifornien och tog över tillgångar rörande prospektering och upptag av petroleum och naturgas från Calresources LLC (före detta dotterbolag till Shell), Mobil Exploration & Producing US Inc. (dotterbolag till Exxon Corporation) och Arco. Aera har verksamheter främst i dalen San Joaquin Valley men äger också oljefält i Monterey County och Ventura County. Företaget producerar dagligen 125 000 fat petroleum och nästan 906 000 kubikmeter naturgas, det gör Aera till en av Kaliforniens största petroleumbolag med en delstatlig marknadsandel på omkring 25%. De har en bevisad petroleum- och naturgasreserv som motsvarar 536 miljoner fat petroleum.
Företaget har också intressen i fastighetsbranschen och att utveckla mark för bostäder, kommersiella fastigheter och rekreation eftersom tillgången på petroleum och naturgas minskas drastiskt i Los Angeles-slätten. Bara drygt några månader efter att Aera bildades tecknade de samarbetsavtal med det Pennsylvania-baserade byggföretaget Toll Brothers om att utveckla uttjänta oljefält till bebyggelser. Den 6 februari 2002 meddelade parterna om att de skulle uppföra Vista Del Verde med över 1 000 hushåll i Orange County i södra Kalifornien och de beräknade att det skulle inbringa minst $700 miljoner i intäkter för projektet.
Deras huvudkontor ligger i Bakersfield i Kern County.